# Frederik Bouttats I

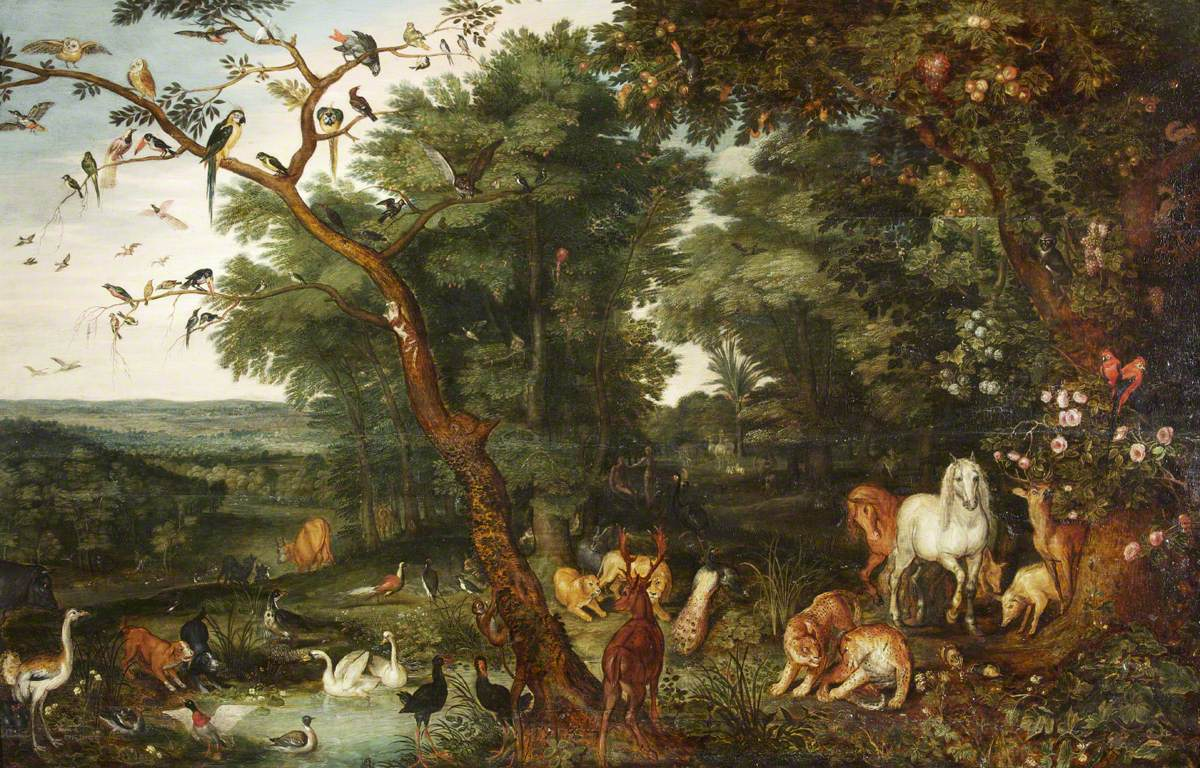
Atribuido a Frederik Bouttats, El jardín del Edén, óleo sobre tabla, 55 x 85,5 cm, National Trust, Stourhead.

Frederik Bouttats (Amberes, c. 1590-1661) fue un pintor flamenco, cabeza de una muy numerosa familia de pintores y grabadores de Amberes. 

## Biografía
Según Edmund De Busscher, que en la Biographie nationale de Belgique le considera únicamente como pintor, se inscribió como maestro libre en la guilda de San Lucas de Amberes a finales de 1612, siendo decano Sebastian Vrancx. De un primer matrimonio con Machteld van de Wouwere, fallecida en enero de 1629, tuvo un hijo, Frederik Bouttats II (1621-1676/1677), que sería el verdadero iniciador de la dedicación familiar al grabado. De un segundo matrimonio con María de Weerdt tuvo ocho hijos, entre ellos Gerard y Gaspar, también grabadores, y Jacob, pintor, especializado como el padre en la pintura de paisajes poblados de figuras de animales frecuentemente sobre motivos bíblicos extraídos del libro del Génesis. Además, recibió en su taller en 1617/1618 y 1641/1642 a varios discípulos, entre los que pudo estar Frederick Hendrick van den Hove.
En cuanto a los grabados que se le atribuyen, aunque hay algunos firmados «Fred Boutttats iunior», como el retrato del papa Clemente IX (elevado al solio pontificio en 1667) por pintura de Nicolás Poussin, los firmados «F», «Fred» o «Fredericus Bouttats», muy numerosos y principalmente retratos, se encuentran indistintamente atribuidos al viejo o al joven y es muy probable que sean todos ellos de este si se acepta, con Edmund De Busscher, la condición exclusivamente de pintor del mayor de los Frederik Bouttats.